# اسبچه هایلند
اسبچه هایلند (به انگلیسی: Highland pony) از اسبچه‌های بومی اسکاتلند و یکی از بزرگترین نژادهای اسبچه جزایر بریتانیا است که در کوهستان‌ها و خلنگزارهای این کشور زندگی می‌کند. ارتفاع این اسبچه بین ۱۳۲ تا ۱۴۸ سانتی‌متر است.
درگذشته اسکاتلندی‌ها از اسبچه هایلند برای کشیدن گاری استفاده می‌کردند اما امروزه از آن برای سوارکاری و ارابه‌رانی  استفاده می‌شود.

## منبع
- مشارکت‌کنندگان ویکی‌پدیا. «Highland pony». در دانشنامهٔ ویکی‌پدیای انگلیسی، بازبینی‌شده در ۸ فوریه ۲۰۱۰.